# Gornje Pećine
Gornje Pećine (en cyrillique : Горње Пећине) est un village de Bosnie-Herzégovine. Il est situé dans la municipalité de Novi Travnik, dans le canton de Bosnie centrale et dans la fédération de Bosnie-et-Herzégovine. Selon les premiers résultats du recensement bosnien de 2013, il compte 238 habitants.

## Démographie

### Évolution historique de la population
| 1948 | 1953 | 1961 | 1971 | 1981 | 1991 | 2013 |
| ---- | ---- | ---- | ---- | ---- | ---- | ---- |
| -    | -    | 423  | 557  | 682  | 673  | 238  |

|  |

### Communauté locale
En 1991, Gornje Pećine faisait partie de la communauté locale de Pećine qui comptait 1 583 habitants, répartis de la manière suivante :